# گرلز الاود
گرلز الاود گروهی دخترانه است که از طریق شوی استعدادیابی آی‌تی‌وی۱، ستارگان پاپ: رقیبان، در سال ۲۰۰۲ تشکیل شد. این گروه متشکل از نادین کویل، شریل کول، سارا هاردینگ، نیکول رابرتز و کیمبرلی ولش است. پس از موفقیت تک‌آهنگ آغازین آنان، «صدای زیرزمین»، که چهار هفته را در رتبهٔ یک گذراند، ۲۰ تک‌آهنگ متوالی این گروه (شامل چهار تک‌آهنگ با رتبهٔ ۱) و دو آلبوم آنان در بریتانیا، موفق شده‌اند به رتبهٔ یک برسند. تمام آلبوم‌های آنان به درجهٔ پلاتین رسیده‌اند و پرفروش‌ترین آلبوم آنان، صدای گرلز الاود بیش از یک میلیون نسخه فروش داشته‌است. آنان برای پنج جایزهٔ بریت نامزد شده‌اند، و در سال ۲۰۰۹ برای «بهترین تک‌آهنگ»، «قول»، این جایزه را کسب کردند.
همکاری گرلز الاود با برایان هیگینز و تیم ترانه‌سرایی و تهیه‌کنندگی او، زنومنیا، به خاطر جهت‌گیری به سمت موسیقی پاپ جریان اصلی، موجب تمجید منتقدانهٔ آنان شده‌است. این گروه به یکی از معدود فعالیت‌های تلویزیونی تبدیل شده که به موفقیت مداوم دست یابند؛ و تا مه ۲۰۱۰، ۳۰ میلیون پوند سرمایه کسب کرده‌اند. رکوردهای جهانی گینس، در نسخهٔ ۲۰۰۷ آن‌ها را به عنوان «موفق‌ترین گروه reality TV» معرفی کرده‌است. هم‌چنین در نسخهٔ ۲۰۰۸، آن‌ها رکورددار «متوالی‌ترین ورودی‌های ده‌تای برتر در بریتانیا توسط یک گروه مونث» شده‌اند.